# Altopiano del Vitim
L'altopiano del Vitim (in russo Вити́мское плоского́рье?, Vitimskoe ploskogor'e) è una vasta zona rilevata nella Russia siberiana meridionale, compresa nei confini della Repubblica autonoma della Buriazia e del Territorio della Transbajkalia.
L'altopiano prende il nome dal fiume omonimo, che con il suo alto corso ne delimita il confine orientale; si allunga per circa 500 chilometri in senso sudovest-nordest, all'incirca compreso fra la catena dei monti Jablonovyj a sud, i monti Ikatskij ad est e l'altopiano Stanovoj a nord; dista circa 200-300 chilometri dalle coste orientali del lago Bajkal. Dai suoi versanti hanno origine, oltre all'importante fiume omonimo, anche altri corsi d'acqua come la Uda e il Chilok, affluenti del Selenga.
Raggiunge altezze modeste (1.200-1.600 metri) e presenta forme prevalentemente arrotondate; è costituito in prevalenza da graniti e scisti cristallini, mentre nella sezione sudoccidentale compaiono dei basalti, prodotti in tempi preistorici dalle eruzioni di numerosi vulcani ora estinti.